# Distretto di Prachatice
Il distretto di Prachatice (in ceco okres Prachatice) è un distretto della Repubblica Ceca nella regione della Boemia Meridionale. Il capoluogo di distretto è la città di Prachatice.

## Geografia antropica
Il distretto conta 65 comuni:

### Città
- Husinec
- Netolice
- Prachatice
- Vimperk
- Vlachovo Březí
- Volary

### Comuni mercato
- Dub
- Lhenice
- Strážný
- Strunkovice nad Blanicí

### Comuni
- Babice
- Bohumilice
- Bohunice
- Borová Lada
- Bošice
- Budkov
- Buk
- Bušanovice
- Chlumany
- Chroboly
- Chvalovice
- Čkyně
- Drslavice
- Dvory
- Horní Vltavice
- Hracholusky
- Kratušín
- Křišťanov
- Ktiš
- Kubova Huť
- Kvilda
- Lažiště
- Lčovice
- Lenora
- Lipovice
- Lužice
- Mahouš
- Malovice
- Mičovice
- Nebahovy
- Němčice
- Nicov
- Nová Pec
- Nové Hutě
- Olšovice
- Pěčnov
- Radhostice
- Stachy
- Stožec
- Svatá Maří
- Šumavské Hoštice
- Těšovice
- Tvrzice
- Újezdec
- Vacov
- Vitějovice
- Vrbice
- Záblatí
- Zábrdí
- Zálezly
- Zbytiny
- Zdíkov
- Žárovná
- Želnava
- Žernovice